# Mazée
Mazée is een plaats en deelgemeente van de Belgische gemeente Viroinval.
Mazée ligt in de provincie Namen en was tot 1 januari 1977 een zelfstandige gemeente.

## Demografische ontwikkeling
- Bronnen:NIS, Opm:1831 tot en met 1970=volkstellingen, 1976= inwoneraantal op 31 december

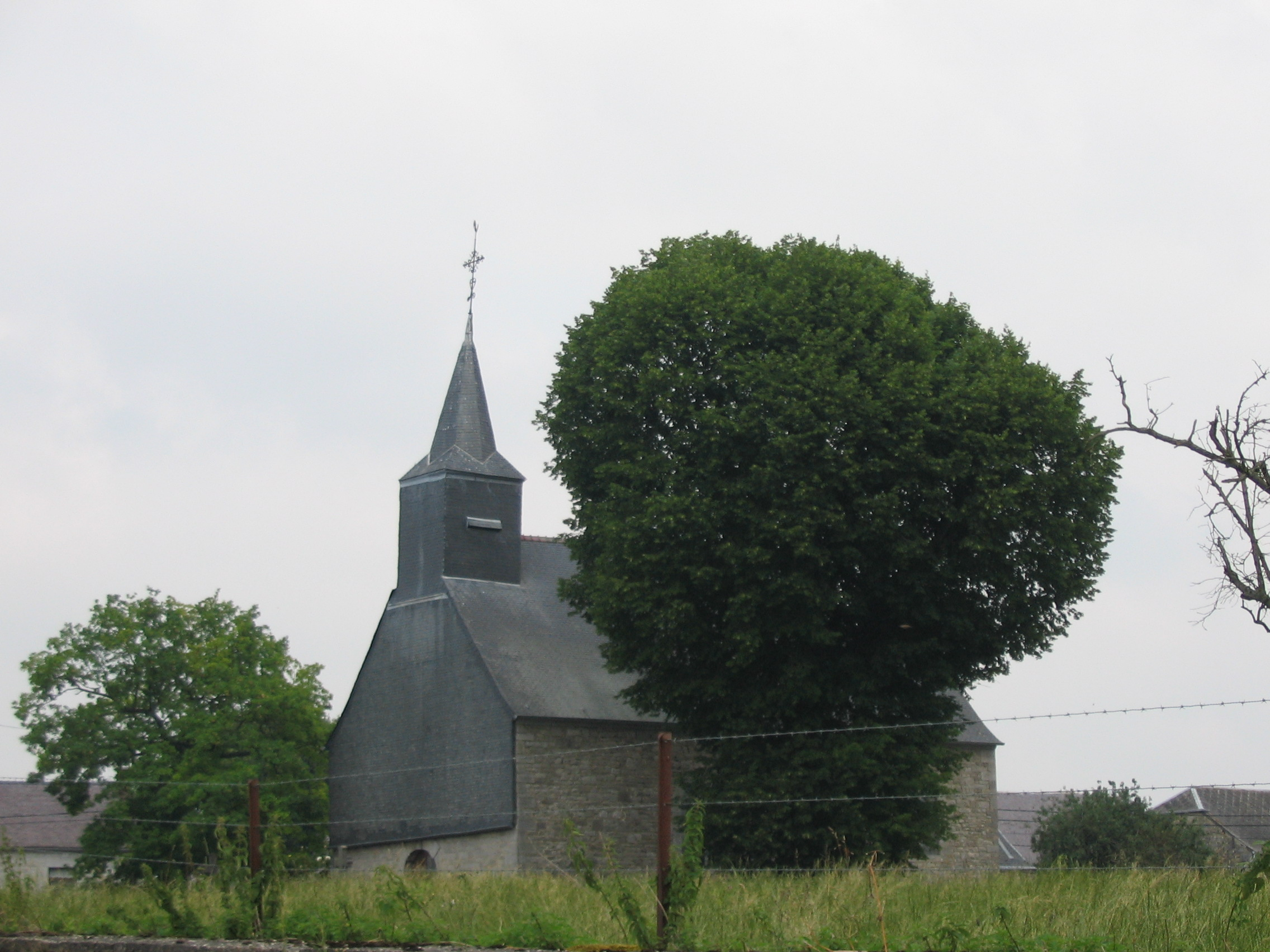
Kerk van Mazée
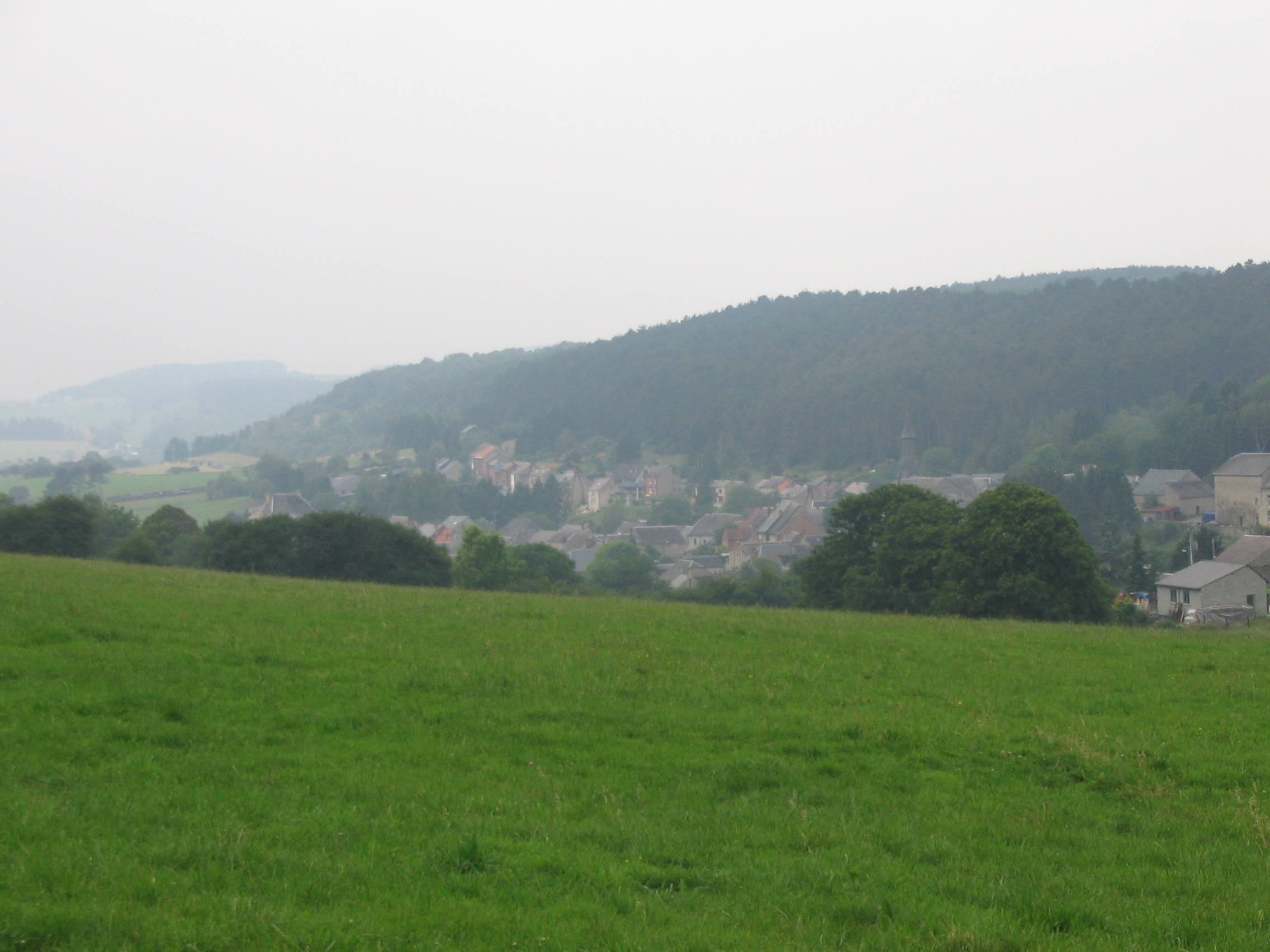
Mazée